# Aston Martin One-77
Der Aston Martin One-77 ist ein in Kleinstserie gebauter Supersportwagen des britischen Automobilherstellers Aston Martin. Das Automobil sollte die Leistungsfähigkeit des Fahrzeugherstellers zeigen.

## Fahrzeugcharakteristika
Die Bezeichnung des Sportwagens weist bereits auf die limitierte Auflage von 77 Exemplaren hin. Das Fahrzeug wurde von Hand im Aston Martin-Werk in Gaydon, Warwickshire, England gebaut. Als Design-Chef war Marek Reichman verantwortlich, Chris Porritt wirkte als Projektleiter.
Das aus kohlenstofffaserverstärktem Kunststoff (KFK) gefertigte Chassis und die handgeformte Aluminium-Karosserie war von Aston Martins VH-Plattform abgeleitet. Das Design orientierte sich an den anderen Modellen des Herstellers, auffällig sind die ausgestellten hinteren Kotflügel, die Lüftungsgitter in der Motorhaube, die zur B-Säule hin ansteigende Fensterlinie und die zweigeteilten Lufteinlässe in den Kotflügeln und Türen. Der Motor ist vorn hinter der Vorderachse eingebaut, ein 7,3-Liter-V12-Ottomotor mit etwa 559 kW (760 PS), der bis dahin stärkste in Serie verwendete Pkw-Saugmotor, der den Wagen in 3,5 Sekunden auf 100 km/h und auf bis zu 355 km/h beschleunigt. Ein Rohr aus Magnesiumlegierung, in dem die Antriebswelle aus KFK gelagert ist, verbindet den Motor mit dem hinten liegenden Getriebe, das mit Achsantrieb und Differential in einem Gehäuse vereinigt ist (Transaxle). Diese Bauweise bewirkt die ausgeglichene Gewichtsverteilung von 49 % auf Vorderachse und 51 % auf Hinterachse. Alle Räder sind einzeln an doppelten Dreiecksquerlenkern aufgehängt, deren Lager so angeordnet sind, dass sie dem Eintauchen beim Beschleunigen und Bremsen entgegenwirken (anti-dive, anti-squat, anti-lift), die innenliegenden Federn und Dämpfer werden über Schubstangen und Kipphebel betätigt („push rod“), an beiden Achsen sind Querstabilisatoren eingebaut. Die Einrohrstoßdämpfer sind elektrisch verstellbar und die Zahnstangenlenkung ist hydraulisch unterstützt. Alle Bremsen arbeiten mit keramischen Scheiben aus kohlenstofffaserverstärktem Siliciumkarbid, die Bremssättel vorne haben sechs, die hinteren vier Kolben.
Das kanadische Unternehmen Multimatic lieferte das KFK-Monocoque und die Radaufhängungen. Die Firma CPP aus Coventry stellte die Karosseriebleche bereit und Cosworth aus Northampton war für den 7,3-Liter-V12-Motor zuständig. Für ein Automobil wurden 2700 Arbeitsstunden benötigt, für einen Seriensportwagen wendet Aston Martin 200 Arbeitsstunden auf. 
Der Aston Martin One-77 wurde für einen Neuwagenpreis in Höhe von 1,25 Millionen £ zuzüglich der lokalen Steuern verkauft. Der Preis betrug in Deutschland somit inklusive der Umsatzsteuer circa 1,8 Millionen Euro (Umrechnungskurs 2012).

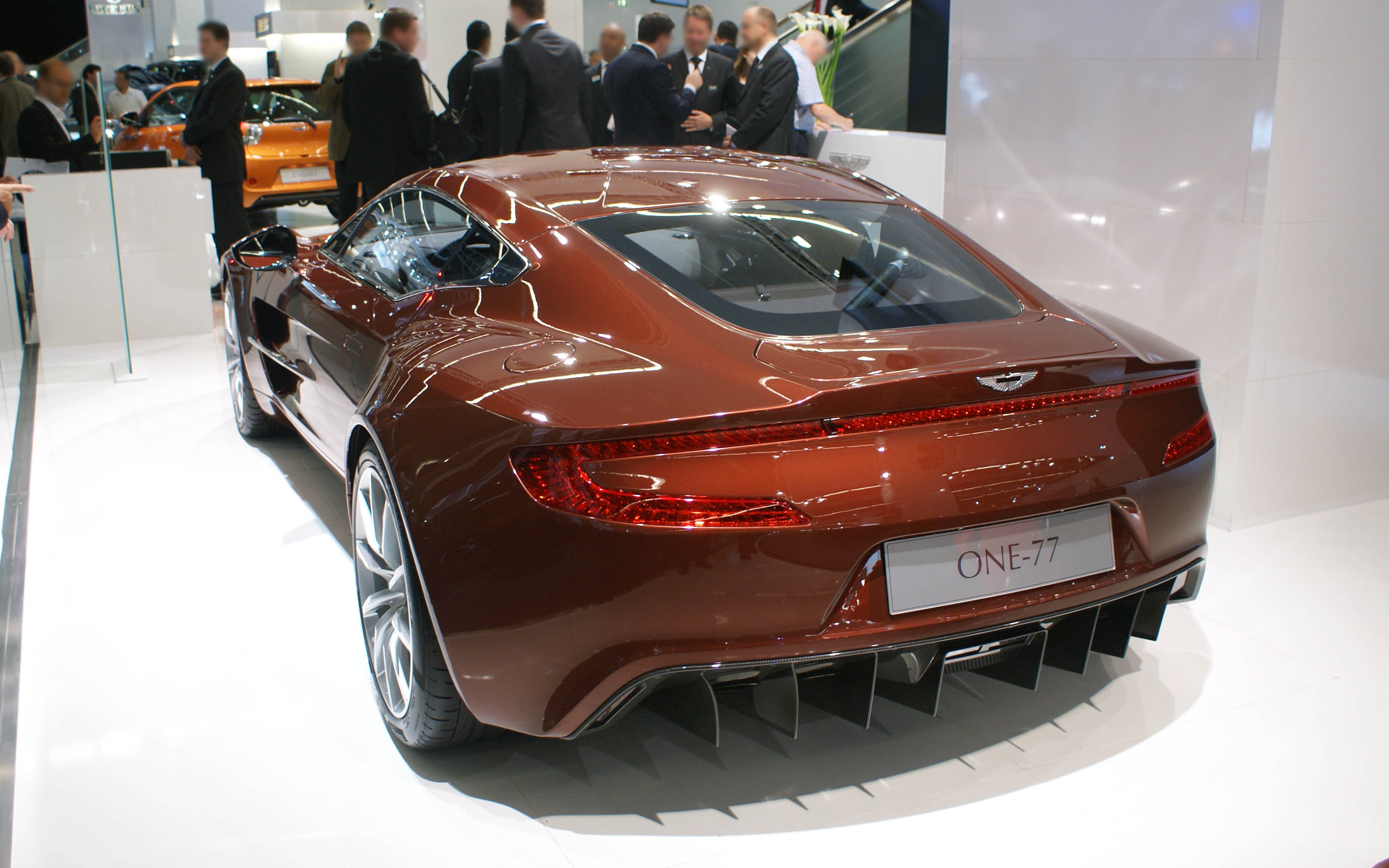
Heckansicht
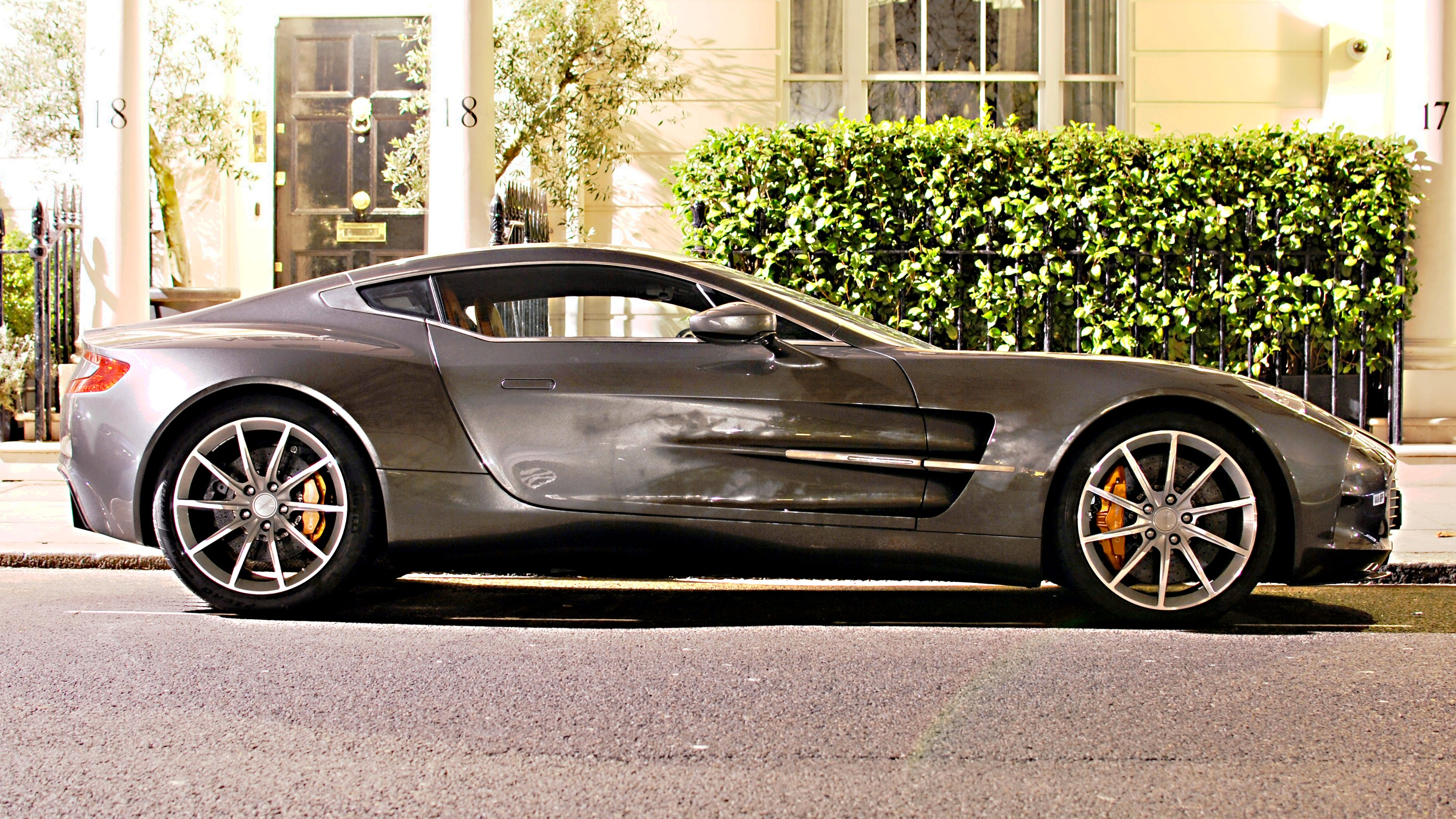
Seitenansicht
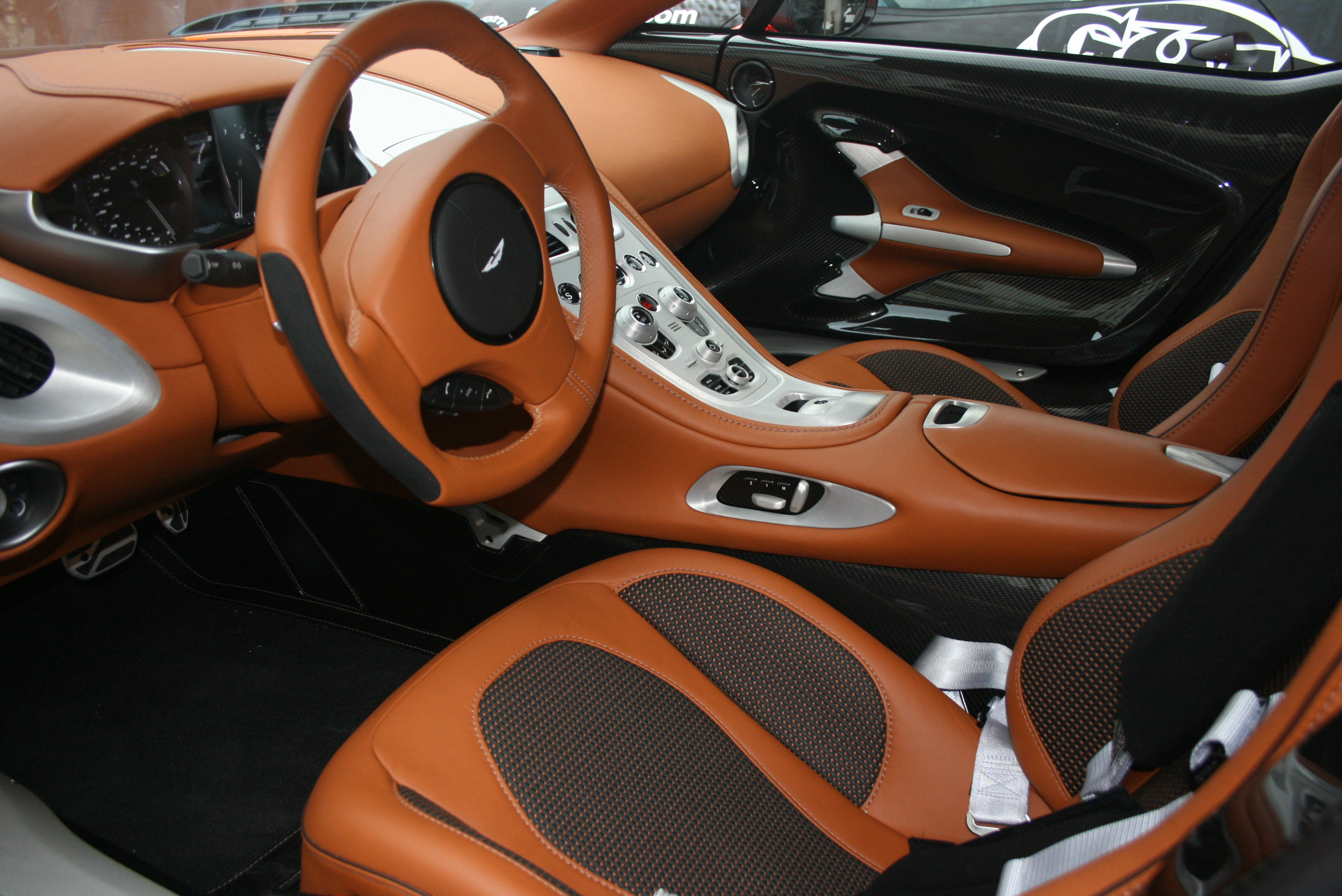
Interieur

## Aston Martin Victor
Im September 2020 wurde der Aston Martin Victor lanciert, ein Sondermodell, basierend auf dem One-77. Neben einem „verschärften“ Design verfügte er über ein manuelles Getriebe und einen modifizierten Motor mit einer Leistung von 623 kW und einem Drehmoment von 822 Nm.

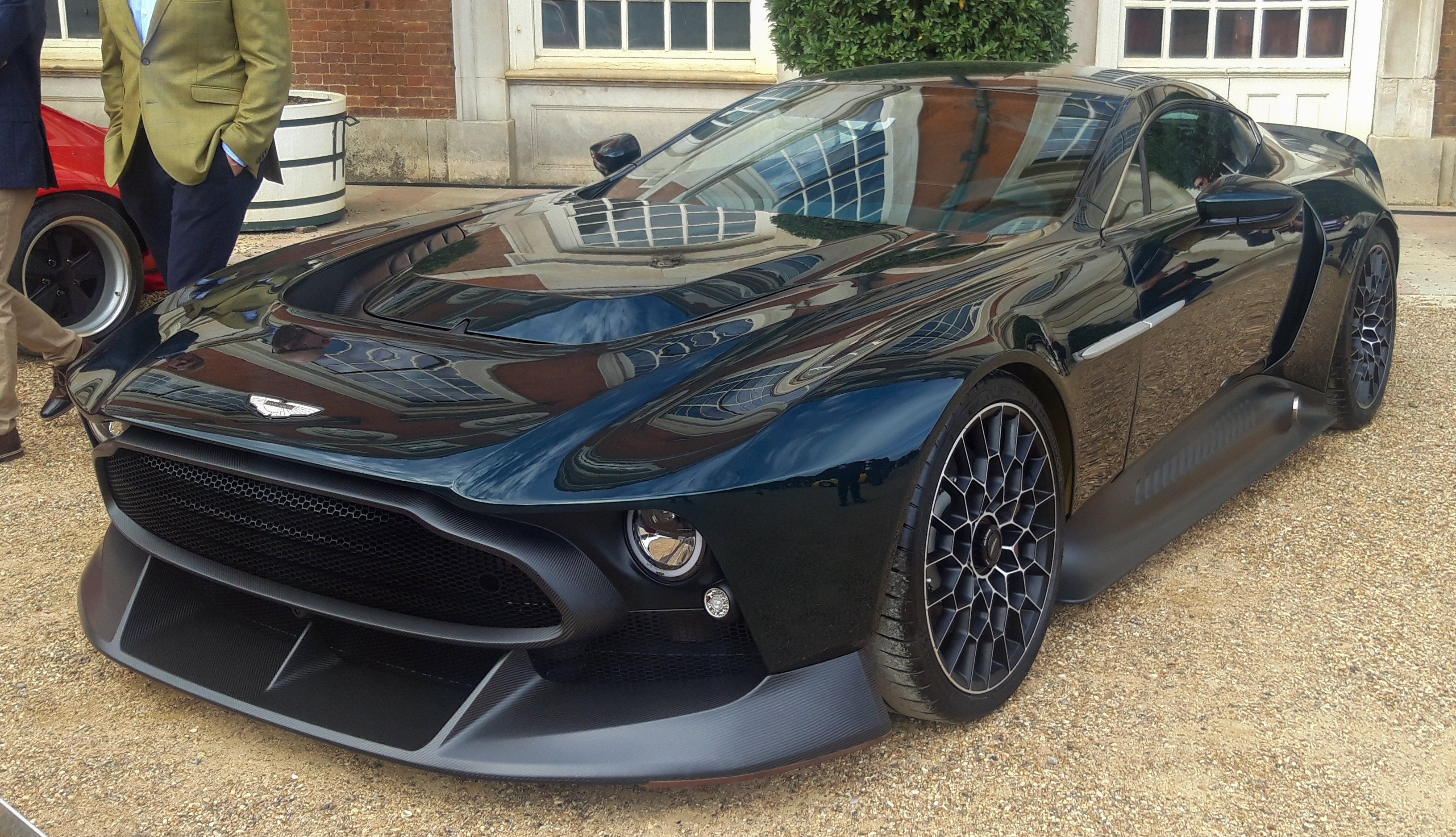
2020 Aston Martin Victor
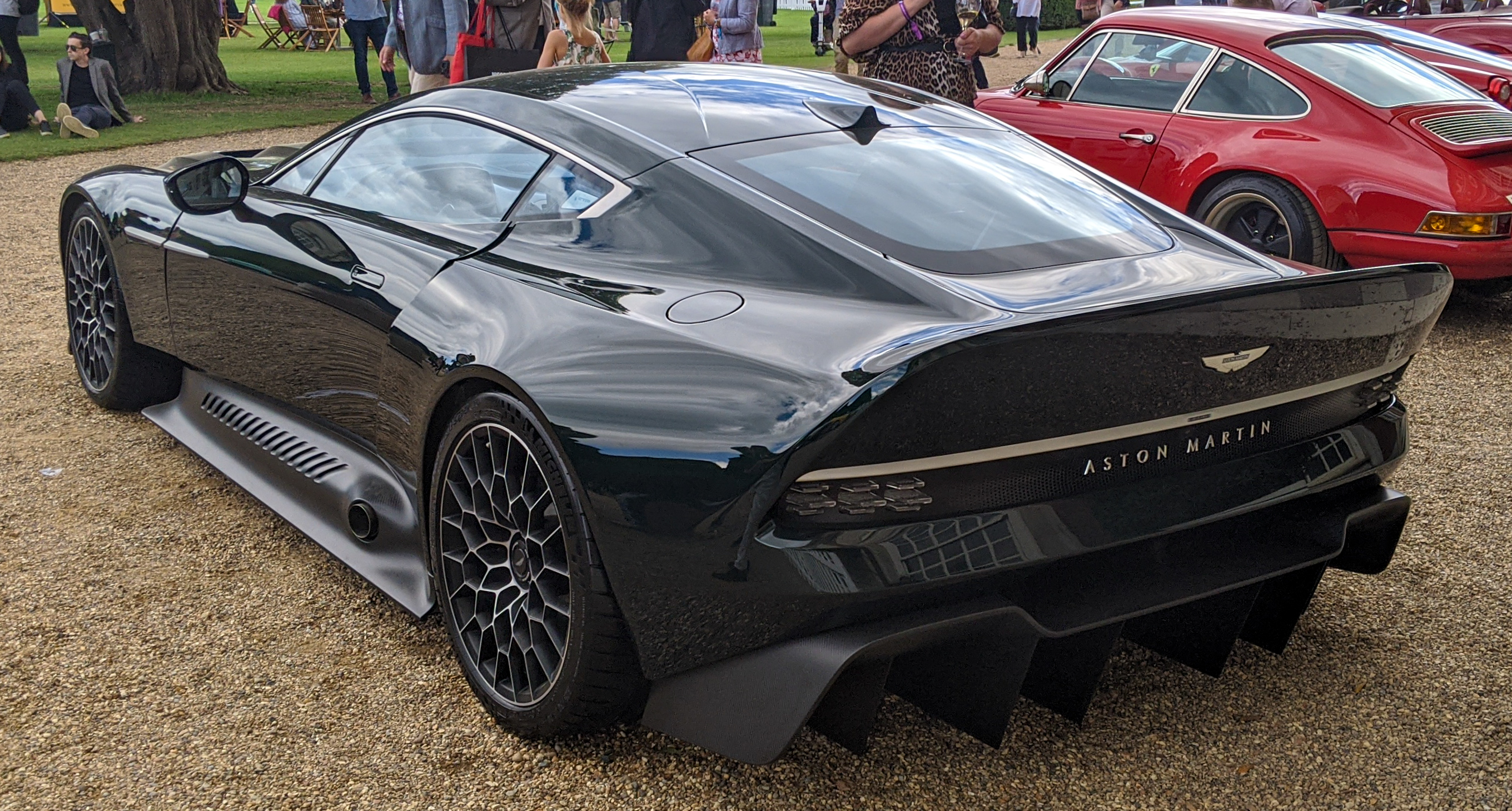
Heckansicht
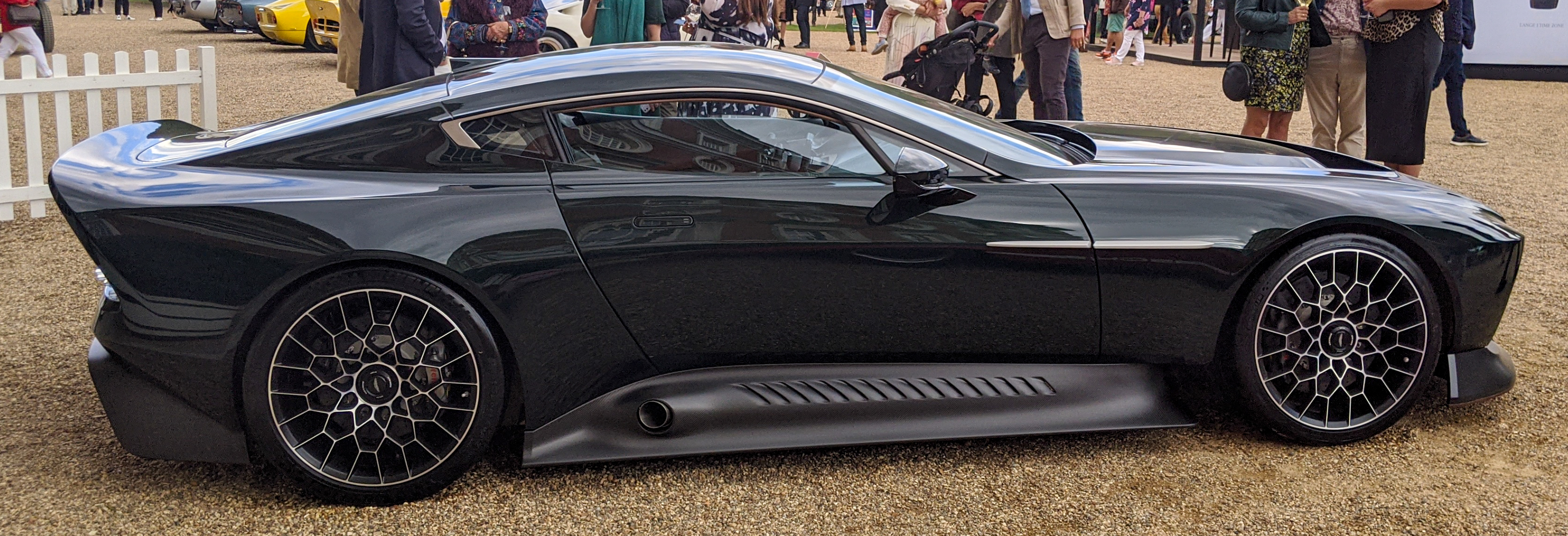
Seitenansicht

## Technische Daten
|                            | Aston Martin One-77   |
| -------------------------- | --------------------- |
| Zylinder/Motorbauart       | Zwölfzylinder-V-Motor |
| Ventile                    | 48                    |
| Hubraum                    | 7312 cm³              |
| Verdichtung                | 10,9 : 1              |
| Leistung bei min−1         | 559 kW (760 PS)/6500  |
| Drehmoment bei min−1       | 750 Nm/5750           |
| Antrieb                    | Hinterrad             |
| Getriebe                   | 6-Stufen-Automatik    |
| Reifen vorn                | 255/35 ZR20           |
| Reifen hinten              | 335/30 ZR20           |
| Leergewicht                | 1630 kg               |
| EU-Normverbrauch           | über 16 l/100 km      |
| CO2-Ausstoß                | 572 g/km              |
| Tankinhalt                 | 98 l                  |
| Höchstgeschwindigkeit vmax | 355 km/h              |
| Beschleunigung 0–100 km/h  | 3,5 s                 |
| Grundpreis                 | 1,8 Millionen €       |

## Sonstiges
Einer dieser seltenen und extrem teuren Supersportwagen wurde von der Polizei in Dubai als Streifenwagen genutzt. Die Polizei von Dubai ist auch im Besitz weiterer Luxusautomobile, darunter ein Bentley Continental GT und ein Bugatti Veyron 16.4. Des Weiteren ist eines der 77 Exemplare 2012 in Hongkong mit der Folge eines Totalschadens verunfallt.